# Promachus leoninus
Promachus leoninus là một loài ruồi trong họ Asilidae. Promachus leoninus được Loew miêu tả năm 1848. Loài này phân bố ở vùng Cổ Bắc giới.